# Architektura barokowa w Hiszpanii
|  |
|  |
|  |
|  |
|  |
|  |
|  |
|  |

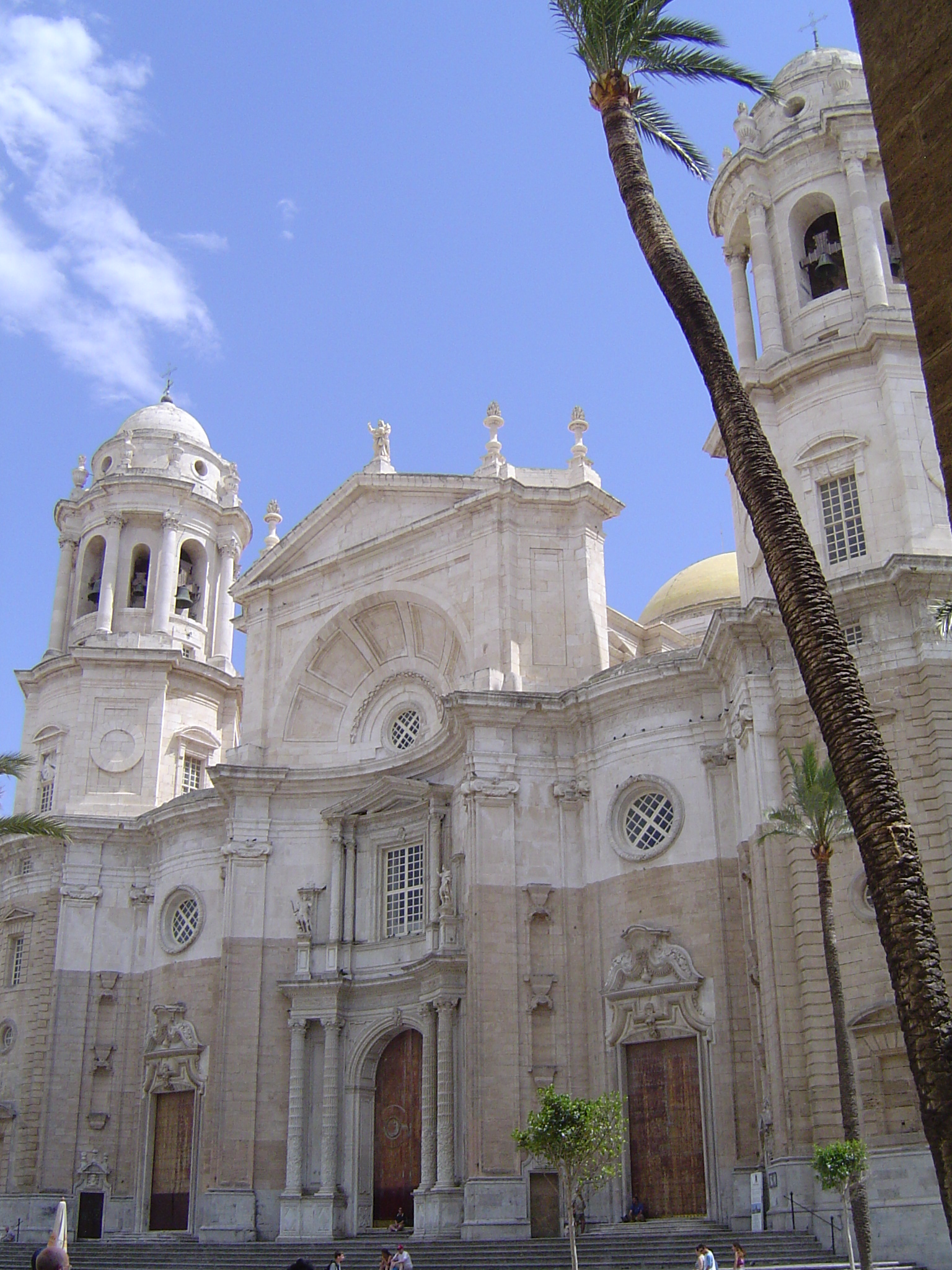
Vincente Acero – katedra w Kadyksie

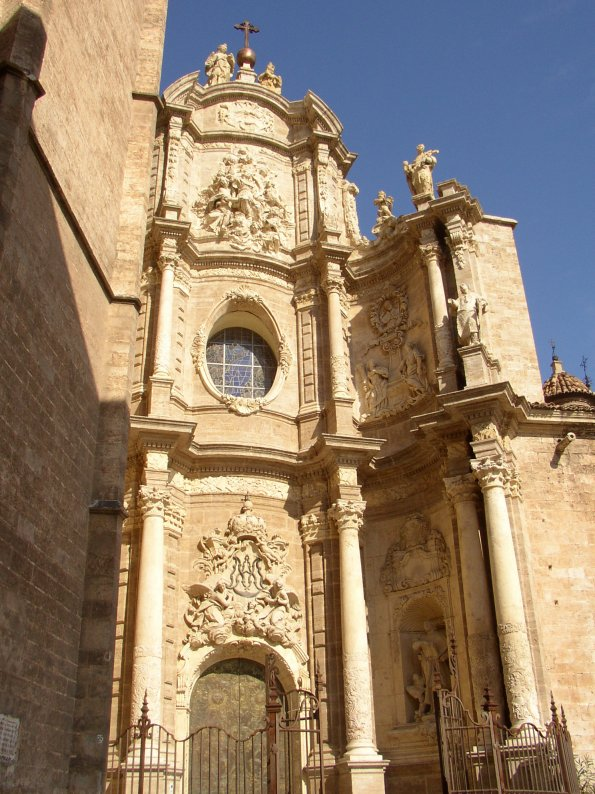
Ignacio Vergara i Conrad Rudolf – Walencja – barokowa fasada katedry

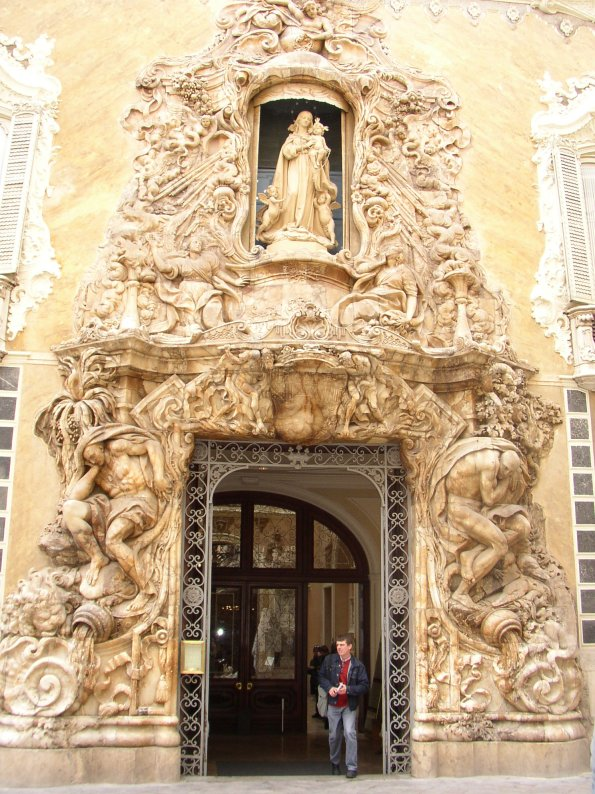
Portal pałacu markiza de Dos Aquas w Walencji

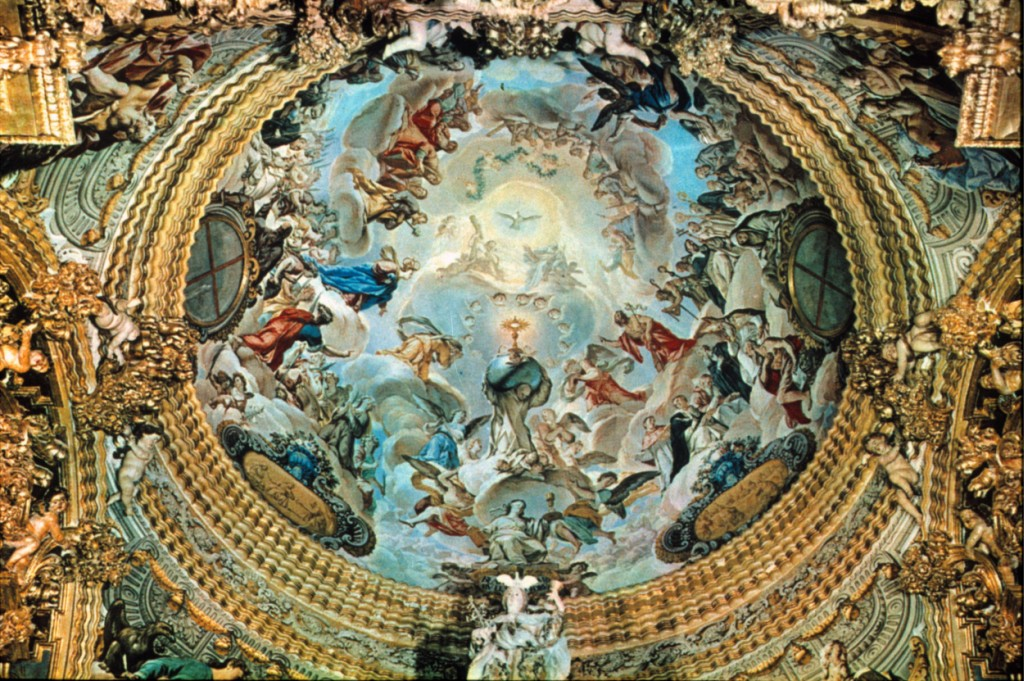
Kopuła zakrystii kartuzji w Granadzie

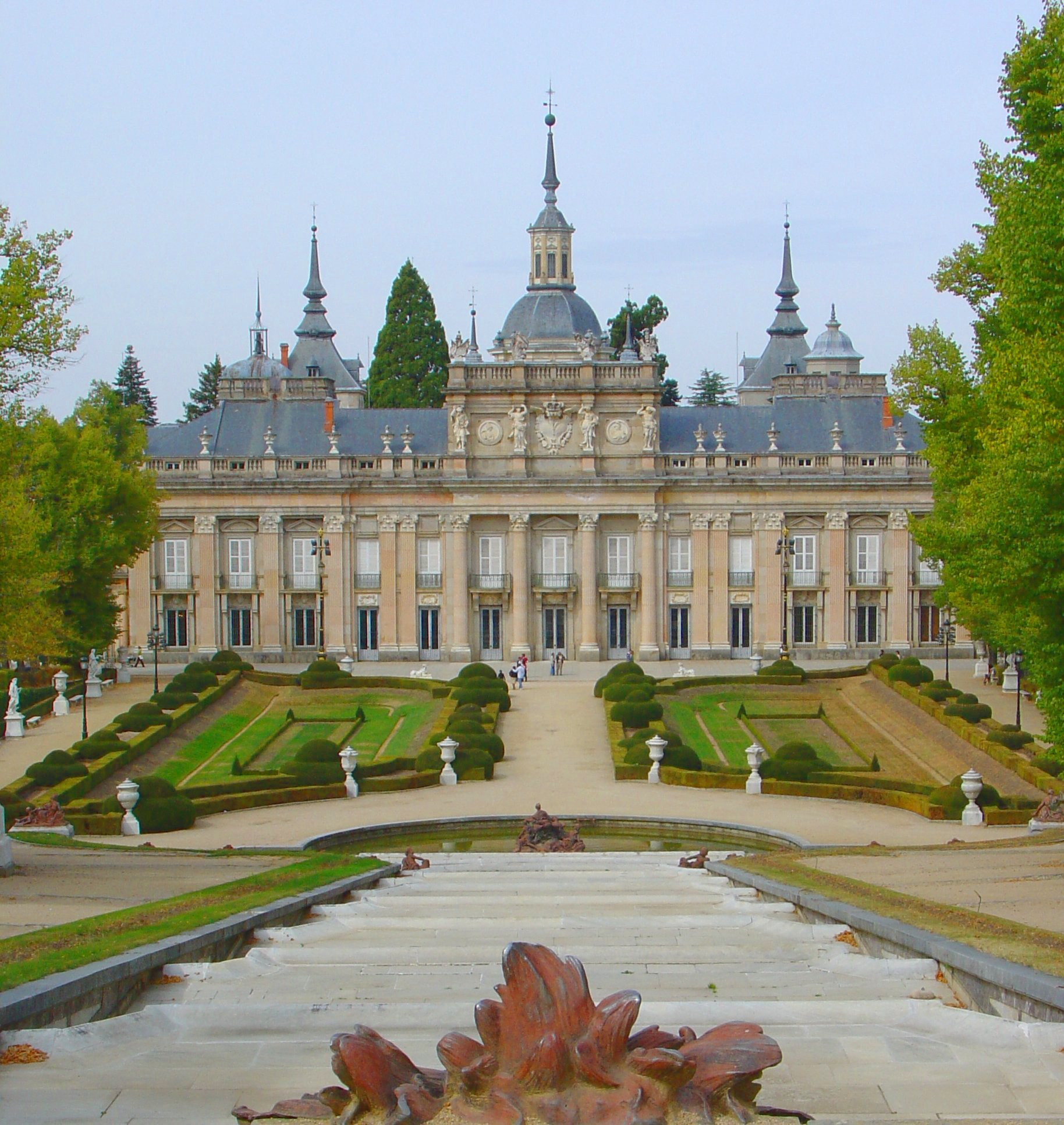
Filippo Juvara – Pałac Królewski w La Granja de San Ildefonso koło Segowii

Do Hiszpanii barok dotarł z Włoch na początku XVII wieku. Był to okres niezbyt pomyślny dla Hiszpanii. Długotrwałe wojny z Francją, Niderlandami i Anglią, utrata dominacji na morzu, korupcja i nadużycia urzędników to tylko niektóre z przyczyn upadku gospodarczego kraju. Po powstaniu Republiki Zjednoczonych Prowincji, której miasta zdominowały handel kolonialny w Europie zachwiał się ostatni filar gospodarki hiszpańskiej. Stagnacja gospodarcza, brak potrzebnych reform w kraju i słabość władzy nie sprzyja ukształtowaniu się silnej warstwy mieszczańskiej. Sztuka XVII i XVIII wieku rozwija się pod mecenatem kościoła i arystokracji.
Pierwsze lata XVII wieku to kontynuowanie tradycji Herrery. Architekt Juan Gómez de Mora, uważany za prekursora baroku w Hiszpanii, buduje kościoły początkowo jeszcze o wyraźnych cechach architektury Herrery: la Encarnación w Madrycie (1611–1616) oraz w Salamance (1617) dla zakonu jezuitów z barokową fasadą. (Clerecía, obecnie kościół św. Ducha Espíritu Santo). Kościół dla zakonu cystersów ufundowany przez kardynała Bernardo de Sandoval w Alcalá de Henares został zaprojektowany na rzucie elipsy i zwieńczony kopułą. Dzieło to w całości należy do baroku.
Barok rozgościł się architekturze hiszpańskiej już na dobre w latach dwudziestych XVII wieku. Powstają bogato zdobione budowle. Kręcone słupy dekorowane girlandami, wielokrotne pilastry i gzymsy wprowadzające podział płaszczyzn, płaskorzeźby, fryzy, kartusze, wokół otworów okiennych i drzwiowych sute obramowania, na powierzchniach ścian, cokołów, pilastrów, sklepień i wnęk drobny i gęsty ornament zaczerpnięty z występującego okresie renesansu estilo plateresco i mnogość rzeźb figuralnych o ekspresyjnym wyrazie to podstawowe cechy hiszpańskiego baroku. W połowie XVII wieku dodatkowo nakładają się na te cechy wzory i formy zdobnicze zaczerpnięte z Meksyku. Północne rejony Hiszpanii wypracowują tzw. barok płytkowy. Jest to forma zdobienia powierzchni fasad przy użyciu drobnych i płaskich elementów w postaci medalionów, tarcz, wolut i lizen. Przedstawicielem tego kierunku był Domingo Antonio de Andrade, budowniczy m.in. wieży zegarowej w południowej fasadzie katedry Santiago de Compostela, tzw. Torre del Reloj lub Torre da Barenguela. Katedra otrzymała także nowy portal Quaintana zaprojektowany przez Josè de la Peña del Toro (zbudowany w latach 1658–1666) zachodnią fasadę (Obradoiro) dobudową przed istniejącą, romańską. Projekt fasady sporządził Ferdynand Casas y Novoa, zrealizowany został dopiero pod koniec jego życia (w latach 1738–1749). Elewację poprzedzają wspaniałe, czterobiegowe schody pozwalające na organizację nabożeństw przed licznie zgromadzonymi pielgrzymami.
W początkowym okresie baroku działał jezuita Fray Francisco Bautista. Jego dziełem jest zbudowana około 1620 r. katedra San Isidoro del Real w Madrycie. Projekt wzorowany na rzymskim Il Gesù, z fasadą flankowaną dwiema wieżami. Kościoły jezuitów, rodzimego i prężnie działającego zgromadzenia w Hiszpanii były bardzo często budowane w tym kraju. Stąd, ich architektura, stanowi ważny wkład w rozwój baroku w Hiszpanii. Kościoły przeznaczone dla ogółu wiernych w Hiszpanii zazwyczaj były planowane na rzucie prostokąta, oparte na architekturze kościoła Il Gesù i częściej niż w innych krajach Europy z dwiema wieżami akcentującymi ich fasady (np. kościół w San Sebastián. Świątynie budowane jako budynki wchodzące w skład zgromadzeń i prowadzonych przez nie uczelni to najczęściej budowle centralne, koliste lub eliptyczne, wieńczone kopułą wspartą bębnie (np. bazylika św. Ignacego w Loyoli (Azpeitia).
Nieco później, w połowie XVII wieku, rozgłos zdobywają dwaj architekci: Alonso Cano i Francisco de Herrera (syn sewilskiego malarza Francisco de Herrera). Alonso Cano na polecenie króla Filipa IV od 1652 r. pracował przy budowie renesansowej katedry w Granadzie. Przeprojektował fasadę kościoła w stylu architektury barokowej. Elewacja otrzymała dwie wieże a płaszczyzna pomiędzy nimi została ozdobiona trzema ogromnymi wnękami. Najbardziej znaczącym dziełem Francesco Herrery jest projekt trójnawowej bazyliki Nuestra Señora del Pilar w Saragossie (1681 r.). (Prace przy budowie bazyliki zostały rozpoczęte ok. 1675 pod kierownictwem Felipe Sáncheza. Jednak jego projekt został zmodyfikowany ok. 1680 r. przez Herrerę).
W 1688 r., w Walencji, Juan Batista Viñes rozpoczął budowę kościoła Santa Catalina. Z kościoła ocalała tylko wieża zbudowana na planie sześciokąta. Naroża podkreślone są półfilarami, które w piątej kondygnacji zastąpiono spiralnymi półkolumnami. Całość wieńczy ozdobna latarnia. Viñes był prawdopodobnie projektantem portalu kościoła parafialnego (św. Augustyna) w Vinaroz (Castellón (prowincja)). Fasada katedry w Walencji została przebudowana w pierwszych latach XVIII wieku przez rzeźbiarza Ignacio Vergarę i niemieckiego architekta Conrada Rudolfa. Projekt nawiązuje do zasad typowych dla Borrominiego.
Największą indywidualność w hiszpańskiej architekturze baroku reprezentują dzieła rodziny Churriguera: José i jego synów José Benito, Alberto i Joaquina (najbardziej znani są José Benito i Alberto). Wprowadzili do architektury styl o bogatej ornamentyce łączącej tradycyjne elementy plateresco z dekoracją zaczerpniętą z baroku włoskiego i flamandzkiego oraz formy inspirowane sztuką prekolumbijską w Meksyku, zwłaszcza Azteków i Majów. Powstał styl przeładowany detalami, w którym płaszczyzny pokrywano bogatą, splątaną i ruchliwą ornamentyką zatracając jednocześnie pierwotną bryłę budowli. Pracowali często wspólnie. Ich projekty znalazły wielu naśladowców, zwłaszcza w południowo-amerykańskich koloniach Hiszpanii (churrigueryzm).
W Hiszpanii José Benito zaprojektował pałac w Madrycie dla Goyeneches’a oraz od podstaw plan urbanistyczny miasta Nuevo Baztán koło Aranjuez wraz z założeniem pałacowo parkowym (1709). Najbardziej znanym jego dziełem jest ołtarz w dominikańskim kościele San Esteban w Salamance, Twórczość Alberto związana jest przede wszystkim z Salamanką, gdzie pracował przy budowie katedry i zaprojektował Plaza Mayor, uważany za jeden z najpiękniejszych w Hiszpanii. W stylu churrigueryzmu Luis de Arévalo i Francisco Manuel Vásquez zaprojektowali wystrój zakrystii kościoła kartuzów w Granadzie (1727–1764). Dzieło to jest uważane za jeden z najcenniejszych zabytków barokowych w Hiszpanii. Ciekawym przykładem dekoracji jest także fasada pałacu markiza de Dos Aquas w Walencji. Portal, projekt Hipolita Roviro i Ignacia Vergary przedstawia personifikacje dwóch rzek Walencji Turii i Júcar. Nad drzwiami umieszczono figurkę Matki Boskiej z Dzieciątkiem w bogatym, rokokowym obramowaniu.
Po okresie wybujałej ornamentyki następuje uspokojenie i dekoracja budowli powoli ulega ograniczeniom. Na przełomie XVII i XVIII wieku Vincente Acero otrzymał zlecenie na projekt odbudowy spalonej katedry w Kadyksie. Powstaje trójnawowa budowla przecięta nawą krzyżową, z obejściem z dwiema kopułami (nad skrzyżowaniem naw i prezbiterium) i fasadą z dwiema cylindrycznymi wieżami.
Na budownictwo świeckie największy wpływ wywarł Filippo Juvara, który ostatnie lata swojego życia spędził w Hiszpanii. Zaprojektował Pałac Królewski w Madrycie (zbudowany po jego śmierci) o wnętrzach w stylu rokoko i fasadę ogrodową królewskiej rezydencji San Ildefonso koło Segowii (1735). Pałac w Madrycie zaprojektowany przez Juvarę, zgodnie z życzeniem monarchów, miał być wzorowany na paryskim Luwrze. Po śmierci Juvary, jego projekt na polecenie Filipa V Burbona został zredukowany przez Sacchettiego, następcę Juvary.